# Lightning
Lightning je rozšíření pro e-mailový klient Mozilla Thunderbird a balík aplikací SeaMonkey. Přidává do nich kalendářové funkce. Jedná se o nástupce rozšíření Mozilla Calendar, které poskytovalo podobnou funkcionalitu, ale jehož vývoj byl ukončen. Cílem Lightningu je nabídnout vyšší integraci se samotným klientem.
Lightning byl oznámen 22. prosince 2004 a v současné době je ve vývoji. Až do ukončení vývoje samostatné aplikace Mozilla Sunbird byl vyvíjen paralelně s ní a většina kódu byla mezi nimi sdílena. V tuto chvíli je Lightning jediným projektem svého druhu v rámci Mozilly.